# Klónok (film)
A Klónok (eredeti cím: Replicas) 2018-ban bemutatott amerikai sci-fi-thriller, melyet Stephen Hamel történetéből Jeffrey Nachmanoff rendezett és Chad St. John írt. A főszerepet Keanu Reeves, Alice Eve és Thomas Middleditch alakítja.
A filmet 2018 novemberében mutatták be a Finnországban lévő Night Visions Nemzetközi Filmfesztiválon, és az Entertainment Studios Motion Pictures 2019. január 11-én adta ki az Amerikai Egyesült Államokban, Magyarországon DVD-n jelent meg szinkronizálva. Általánosságban negatív értékeléseket kapott a kritikusoktól, akik kritizálták a forgatókönyvet, a cselekmény hiányosságát és a színészi alakításokat.

## Cselekmény
Puerto Ricóban William Foster idegtudós a Bionyne vállalat kutatócsoportját vezeti, hogy emberi tudatot ültessenek át egy robotba. Az áttörés küszöbén állnak, de a döntő siker elmarad. Az egyik tesztüzemi áthelyezés sikerül az elhunyt Kelly őrmesterrel, de amikor a robotot beindítják, az pánikba esik és megsemmisíti magát.
Egy kirándulás során Foster autóbalesetet okoz, amelyben az összes családtagja meghal. Ahelyett, hogy jelentené az esetet, kollégáját, Ed Whittle-t kéri segítségül. Együtt elviszik a holttesteket Foster házába, és ellopják a Bionyne felszerelését, hogy azzal klónozzák a halottakat. Mivel csak három tartály áll rendelkezésre, nem tudja klónozni egyik családtagját. Sorshúzással úgy dönt, hogy legfiatalabb lányát, Zoét fogja kihagyni. Foster ezután kitörli Zoe emlékét a család többi tagjának tudatmásolataiból.
Miközben a klónok a tartályokban növekednek, Foster otthon tovább dolgozik a tudatátvitel tökéletesítésén. Miután befejezte a klónozási folyamatot, Foster mesterséges kómába helyezi a családját, hogy több időt nyerjen magának. Végül rájön, hogy a robottest megakadályozta a sikert, mert az agy nem tud alkalmazkodni a szintetikus testhez. Az átvitel tehát a klónokkal minden gond nélkül sikerül. Foster családja felébred a kómából, és úgy tűnik, ugyanúgy él tovább, mint korábban.
Amikor a Bionyne új kísérleti alanyt kap, Foster úgy ítéli meg, hogy annak agya túlságosan sérült, hogy elkerülje a páciens traumáját. Ehelyett titokban lemásolja a saját tudatát. Otthon Foster egy algoritmust fejleszt ki, hogy a lemásolt tudatosságot megtévessze, és a robottestet a saját biológiai testének higgye. Amikor a lánya éjszaka hideg verejtékben ébred egy rémálomból, amelyben látta az anyja halálát, Foster úgy dönt, hogy elaltatja és újra feldolgozza az emlékeit. A váratlanul érkező feleségének Foster ezután elmondja, mi történt.
A családjával vacsorázó Fostert váratlanul meglátogatja főnöke, Jones. Jones tud a klónokról, mert rajtakapta Whittle-t, amint megszabadult a holttestektől. Jones követeli Fostertől a kompatibilitási probléma megoldására szolgáló algoritmust. Jones szembesíti Fostert azzal, hogy tisztában van vele, mit tett Foster és Whittle. Elmondja neki, hogy a kutatásuk nem orvosi célokat szolgál, hanem az amerikai kormány azért finanszírozza, hogy új katonai fegyvert állítsanak elő, és hogy Foster klónozott családja „elvarratlan szál”, amit meg kell szüntetni.
Foster kiüti Jonest, és családjával együtt elmenekül, majd elpusztítja algoritmusát. A klónok azonban a klónozási folyamat részeként a gerincvelőjükbe ültetett nyomkövető eszközök segítségével lokalizálhatók. Foster meggyőzi a feleségét, hogy menjen vele és a gyerekekkel kórházba, ahol egy defibrillátorral sikerül hatástalanítaniuk a nyomkövető eszközöket.
Tovább menekülnek egy kikötőbe, hogy onnan hajóval folytassák útjukat. Hirtelen azonban Jones emberei felbukkannak, és elrabolják a klónokat, amikor Foster épp egy hajót készít elő. Foster követi őket vissza a Bionyne-hoz.
Ott Jones lelövi Whittle-t. Foster ezután beleegyezik, hogy ismét létrehoz egy működő algoritmust. Amikor befejezi, Jones még mindig meg akarja ölni a klónozott családját. Foster azonban saját tudatának másolatát átülteti egy robotba, amely a segítségére siet, és legyőzi Jonest és az embereit. Mielőtt Foster elmenekül, alkut köt a haldokló Jonesszal. A robotot hátrahagyja, hogy mostantól az üzletet intézze.
Foster egy szigetre menekül a családjával. A tengerparton meglepi a családját a lányával, Zoéval, akit időközben sikeresen klónozott.
Az utolsó jelenet Dubaiban játszódik. Egy nagyon gazdag, kerekesszékes öregember keresi fel a klónozott Jonest. Ez utóbbi dicséri a férfinak az új élet felbecsülhetetlen előnyeit, és bemutatja neki alkalmazottját, a robot Fostert.

## Szereplők
| Szerep                                                           | Színész            | Magyar hang     |
| ---------------------------------------------------------------- | ------------------ | --------------- |
| William Foster, kutatási neurológus                              | Keanu Reeves       | László Zsolt    |
| Mona Foster, William felesége                                    | Alice Eve          | Mahó Andrea     |
| Ed Whittle, William kutatócsoportjának tagja és a család barátja | Thomas Middleditch | Szatory Dávid   |
| Jones, William főnöke a Bionyne-nél                              | John Ortiz         | Sztarenki Pál   |
| Matt Foster, William és Mona fia                                 | Emjay Anthony      | Ungvári Gergely |
| Sophie Foster, William és Mona lánya                             | Emily Alyn Lind    | Vida Sára       |
| Zoe Foster, William és Mona fiatalabbik lánya                    | Aria Leabu         |                 |
| Scott, William kutatócsoportjának tagja                          | Nyasha Hatendi     |                 |

## Gyártás
A Riverstone Pictures és a Remstar Studios társfinanszírozta a filmet, amelyet Lorenzo di Bonaventura és Stephen Hamel készítettek Keanu Reeves, Mark Gao, valamint Luis A. Riefkohl szereplésével. A producerek James Dodson, Clark Peterson, Maxime Remillard, Bill Johnson, Jim Seibel, Nik Bower, Erik Howsan, Walter Josten, Ara Keshishian és Deepak Noyar.
A forgatás 2016. augusztus 10-én kezdődött Puerto Ricóban.

## Megjelenés
A filmet 4 millió dollárért adták el az Entertainment Studiosnak, miután a 2017-es Torontói Nemzetközi Filmfesztiválon levetítették privátban. Ezt követően 2019. január 11-én jelent meg az Amerikai Egyesült Államokban. A stúdió 10,5 millió dollárt költött a film reklámozására.

## Bevétel
A Klónok 4 millió dollárt gyűjtött az Amerikai Egyesült Államokban és Kanadában, 5,3 millió dollárt pedig más területeken, összesen világszerte 9,3 millió dollárt termelt a 30 millió dolláros gyártási költségvetésével szemben.
Az Egyesült Államokban és Kanadában a Klónok az Életrevalók és az Egy kutya hazatér mellett nyitott, valamint az On the Basis of Sex szélesebb körű terjeszkedésével, kezdetben az előrejelzések szerint a nyitóhétvégén 4–7 millió dollárt gyűjtött. Miután az első nap csak 950.000 dollárt keresett, beleértve a csütörtök esti vetítésekből eredő 200.000 dollárt, a becsléseket 3 millió dollárra csökkentették. 2,4 millió dollárral debütált, ezzel a 12. helyet szerezte meg a jegypénztáraknál, ez volt Reeves karrierjének legrosszabb széles körű kiadása. A film a második hétvégéjén 81,5%-kal visszaesett, 439.731 dollárra, ami minden idők kilencedik legrosszabb zuhanása volt.

## Fordítás
- Ez a szócikk részben vagy egészben  a   Replicas (2018) című német Wikipédia-szócikk fordításán alapul.  Az eredeti cikk szerkesztőit annak laptörténete sorolja fel. Ez a jelzés csupán a megfogalmazás eredetét és a szerzői jogokat jelzi, nem szolgál a cikkben szereplő információk forrásmegjelöléseként.